# Janko Šafarik
Janko Šafarik (Safarik János, Kiskőrös, 1814. november 14. – Prága, 1876. július 19.) orvosdoktor, szlovák származású szerb történetíró, Vojtěch Šafařík egyetemi tanár nagybátyja.

## Élete
Ján Šafárik jószágigazgatónak, a nyelvtudós Pavel Jozef Šafárik idősebb testvérének és Zuzana Lauček fia. 1821-től az újvidéki német iskolában tanult. 1823-ban a szerb gimnáziumot látogatta, melynek igazgatója akkor nagybátyja Pavel Jozef Šafárik volt. 1823-ban bevégezvén a gimnáziumot, Pozsonyba ment, ahol bölcseleti és jogi tanulmányokat hallgatott és megismerkedett a szláv vezérférfiakkal (Hódža, Hurbán, Stur, Skultety és többekkel). 1832-től a pesti egyetemen az orvostudományokat hallgatta és Ján Kollár tót költő házát látogatta. 1834-től 1837-ig Bécsben végezte orvosi tanulmányait és 1838-ban orvosdoktorrá avatták. 1840-ben Újvidéken mint gyakorlóorvos telepedett le; ekkor kezdte a régi délszláv nyelvemlékek ismertetését, így 1840-ben a Danica Ilirskában a régi glagolita iratokat ismertette. 1843-ban Belgrádban a természettan és 1849-ben a történelem tanára lett és rendkívüli érdemeket szerzett a délszlávok régészete és régi történelme körül: okleveleket, régiségeket gyűjtött és ismertetett. 1861-ben a belgrádi múzeum és főiskola könyvtárának őre lett. Sok kitüntetést nyert; a szerb tudós társaság elnöke és több külföldi tudós társaság tagja lett; számos rendjellel is kitüntették. 1869-ben a szerb államtanács tagja lett.

## Főbb munkája
- Acta archivi et reliquorum slavorum meridionalium. Belgrad, 1860.